# Max Eitingon
Max Eitingon (Mogilëv, 26 giugno 1881 – Gerusalemme, 30 luglio 1943) è stato uno psicoanalista tedesco, di origine bielorussa, che dopo 1933 emigrò in Palestina.

## Biografia
Discendente di una ricca famiglia di ebrei di Bielorussia, allora nell'Impero russo, studiò medicina all'Università di Marburgo, laureandosi nel 1909.
Conobbe Sigmund Freud attraverso il suo insegnante universitario, Eugen Bleuler, e, appassionatosi delle ricerche del fondatore della psicoanalisi, entrò a far parte del consiglio direttivo del movimento psicoanalitico.
In collaborazione con Karl Abraham fondò, nel 1920, il Policlinico di Berlino, che diresse e finanziò col suo ingente patrimonio familiare.
La formazione di nuovi psicoanalisti rimase il fondamento dell'impegno di Eitingon, che si profuse nella ricerca di una standardizzazione dell'insegnamento didattico.
Collaborò con Freud nella gestione della casa editrice fondata da quest'ultimo, sovvenzionandola economicamente.
A seguito dell'inasprirsi della politica antisemita del governo guidato da Adolf Hitler, Eitingon si trasferì negli ultimi anni della sua vita in Palestina, allora territorio sotto mandato britannico, dove fondò e sviluppo l'Istituto Psicoanalitico Ebraico di Gerusalemme, oggi in Israele. Morì a Gerusalemme nel 1943.